# Důl Guido
Důl Guido (plným názvem Historický kamenouhelný důl Guido, polsky Zabytkowa Kopalnia Węgla Kamiennego Guido) je bývalý kamenouhelný důl v hornoslezském městě Zabrze v okrese Zabrze ve Slezském vojvodství v Polsku. Nyní je zpřístupněný návštěvníkům jako hornický skanzen a kulturní zařízení, je součástí Muzea uhelného hornictví ve městě Zabrze.

## Historie

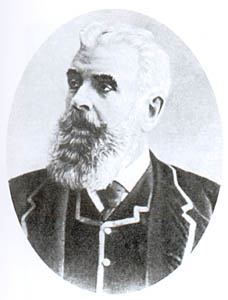
Hrabě Guido Henckel von Donnersmarck - zakladatel dolu Guido a ve své době jeden z nejbohatších lidí v Evropě, těsně před první světovou válkou se jeho majetek odhadoval na více než čtvrt miliardy marek

Důl Guido založil v roce 1855 hrabě Guido Henckel von Donnersmarck. Jako první se začala hloubit šachta Barbara (česky Barbora). Brzy však narazili na kuřavku (tekutý písek) a na tektonický zlom, takže v roce 1856 po pouhých 30 metrech bylo hloubení jámy přerušeno. Zároveň se začala hloubit šachta Concordia, v níž bylo brzy založeno první těžební patro 80 m. Zde však také nastaly potíže spojené s tektonickými poruchami, které ztěžovaly těžbu. V roce 1862 v hloubce 117 m šachta Concordia přerušila vodonosnou vrstvu a byla zaplavena. Aby se mohl shromáždit investiční kapitál na její odvodnění a další důlní práce, Donnersmarck založil společnost s Hornoslezskou železniční společností (Oberschlesische Eisenbahn Gesellschaft).
V roce 1870 se začala šachta (která se mezitím přejmenovala na „Guido“) vysušovat a pak se přistoupilo k dalšímu hloubení. Roku 1872 se obnovila těžba na patře 80 m a rubanina se vytahovala těžním zařízením s parním strojem. Současně probíhaly práce spojené s hloubením druhé šachty, která byla potřebná pro fungování dolu. Tato šachta byla pojmenována podle společníka „Eisenbahnschacht“ (polsky „Szyb Kolejowy“, česky „Železniční šachta“). V roce 1885 bylo vytěženo rekordní množství uhlí v dějinách dolu – 313 tisíc tun, avšak z důvodu celkově nízké rentability Donnersmarck už o dva roky později prodal důl pruskému státu. Od tohoto okamžiku byl důl státním majetkem . Byl začleněn jako jižní pole do státního dolu Královna Luisa (německy Königin-Louise Grube, polsky Kopalnia Królowa Luiza).
V prvních letech 20. století byl jižně od dolu Guido založen nový důl Delbrück (německy Delbrückgrube, pozdější důl Makoszowy) těžící koksovatelné uhlí. Vedle něj vznikla koksovna. V roce 1904 byly oba doly v podzemí propojeny a roku 1912 byl důl Guido formálně začleněn do dolu Delbrück.
V roce 1922 po rozdělení Horního Slezska mezi Německo a Polsko zůstal důl Guido i s dolem Delbrück na německé straně a staly se součástí státního koncernu Preussag. Po vytěžení ložisek uhlí ztratil důl Guido na významu. V roce 1928 šachta Guido byla vyřazena z provozu a Železniční šachta přestala plnit funkci těžní šachty. Stále jí však fárali horníci dolů a dopravoval se jí materiál (v blízkosti vzniklo rozsáhlé dřeviště). Na patře 170 m se instalovala odvodňovací zařízení, která brzy začala odvodňovat tři doly – Bielszowice, Makoszowy a samotný Guido.
Po druhé světové válce se důl stal nepracujícím revírem dolu Makoszowy (dříve Delbrück). V roce 1967 byl důl přeměněn na zkušební důl M-300. V roce 1982 byl v areálu bývalého dolu zprovozněn skanzen, jenž fungoval do roku 1996. V červnu 2007 byl provoz pro návštěvníky obnoven.

## Hornický skanzen
Guido je světový unikát, jelikož dochované důlní dílo nemá obdobu v jiných muzejních střediscích na světě. Skanzen tvoří chodby na patrech 170 a 320 metrů plus zástavba na povrchu spolu s technickým vybavením. Při prohlídce se fárá původní těžní klecí na dvě důlní patra – 170 m a 320 m. Patro 170 m bylo zpřístupněno 14. června 2007, patro 320 m pak 4. prosince 2008.
Důl Guido se nachází na Trase technických památek Slezského vojvodství jako jedna ze čtyř tzv. hvězd, tedy jako jeden z nejvýznamnějších objektů této trasy. Je také na Evropské cestě průmyslového dědictví (ERIH), kde patří mezi čtyři kotevní body v Polsku, tedy mezi nejvýznamnější polské industriální památky.

### Patro 170 m

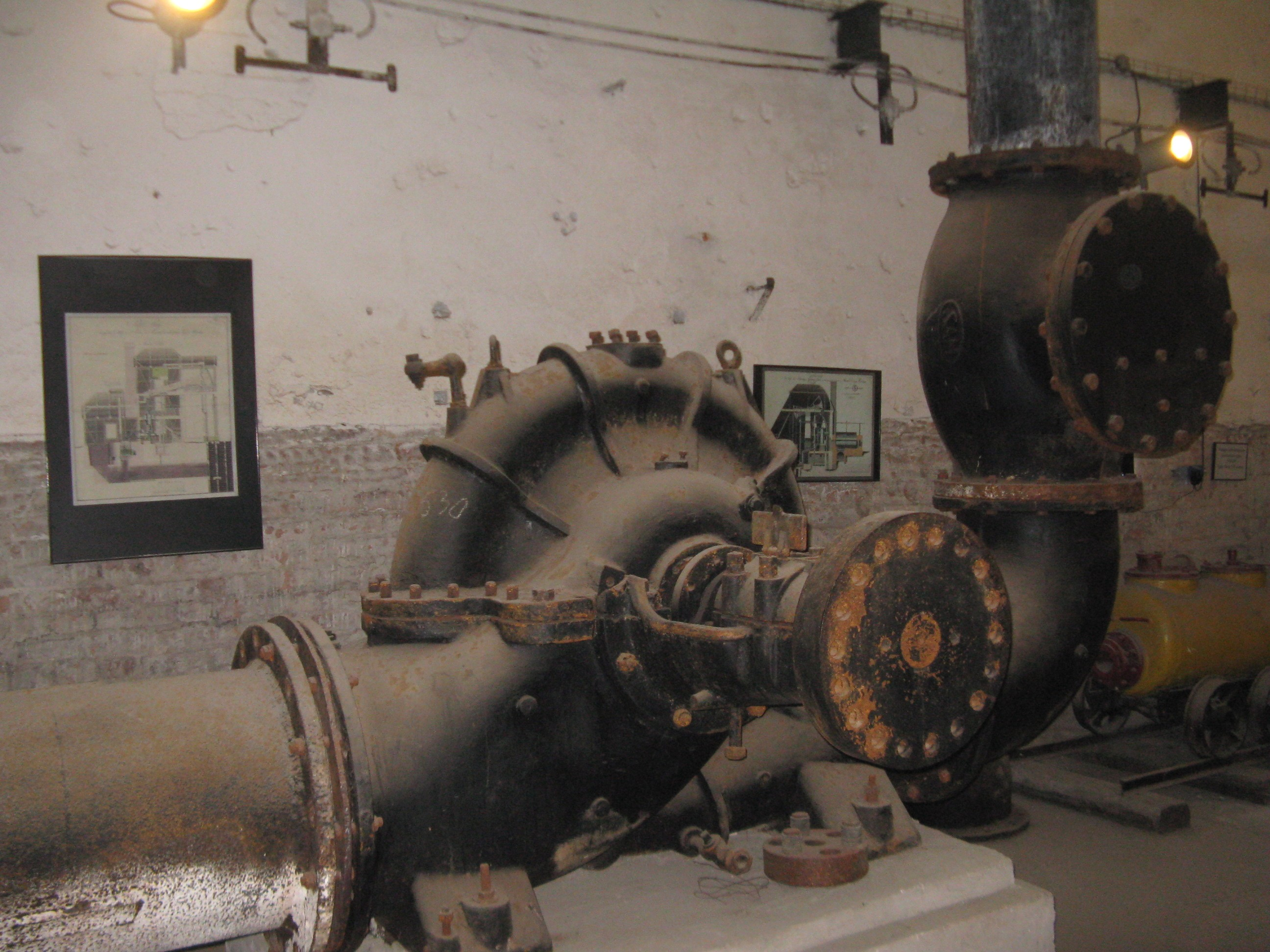
Čerpadlo značky Sulzer (Švýcarsko) z roku 1928 v komoře čerpadel na patře 170 m

Na patře 170 se nacházejí stáje (na dole pracovali koně), ukázky výztuže, komora čerpadel.
Patro 170 m od prosince 2015 je věnované patronce horníků – svaté Barboře. Jedna z komor byla přestavěna na velkou kapli sv. Barbory. Na několika místech jsou multimediální projekce ukazující práci horníků na přelomu 19. a 20. století.
Do roku 2015 se na tomto patře ukazovaly metody dobývání uhlí, práce horníků na přelomu 19. a 20. století a historie tohoto průmyslového odvětví v Horním Slezsku. Byly zde ukázky nářadí (mlátek a želízko, brázdicí stroj), simulace odpálení trhavin, hornické lampy, záchranná technika, izolační hráz, duch Skarbnik (protějškem na Karvinsku je Pustecký).
Od prosince 2015 je toto patro věnováno problematice práce horníků na přelom 19. a 20. století, nebezpečí, kterým museli čelit (plyny, voda, výbuchy) a patronce horníků svaté Barboře.

### Patro 320 m

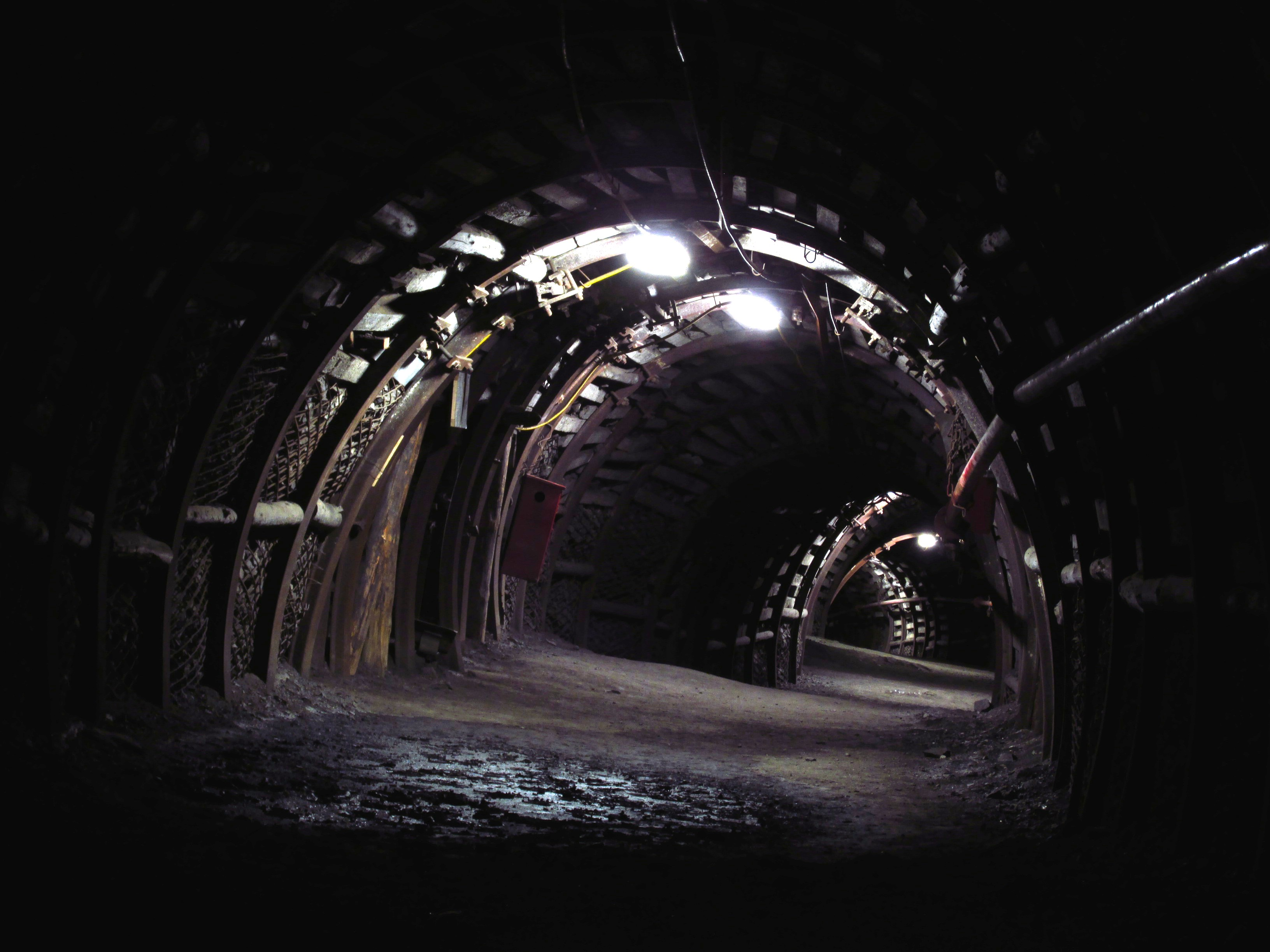
Chodba na patře 320 m

Důlní díla na tomto patře jsou udržována ve stavu co nejvíce původním, kdy horníci naposledy ukončili práci a opustili důl. Zde se lze dotknout uhlí, uslyšet a uvidět v provozu různé dopravníky a kombajny, prochází se zátinkou. Část prohlídkové trasy návštěvníci absolvují důlním vlakem – závěsnou dráhou. Některé komory na tomto patře slouží jako kulturní a konferenční zařízení, je zde i občerstvení a prodejna suvenýrů.

### (Pod)patro 355 m

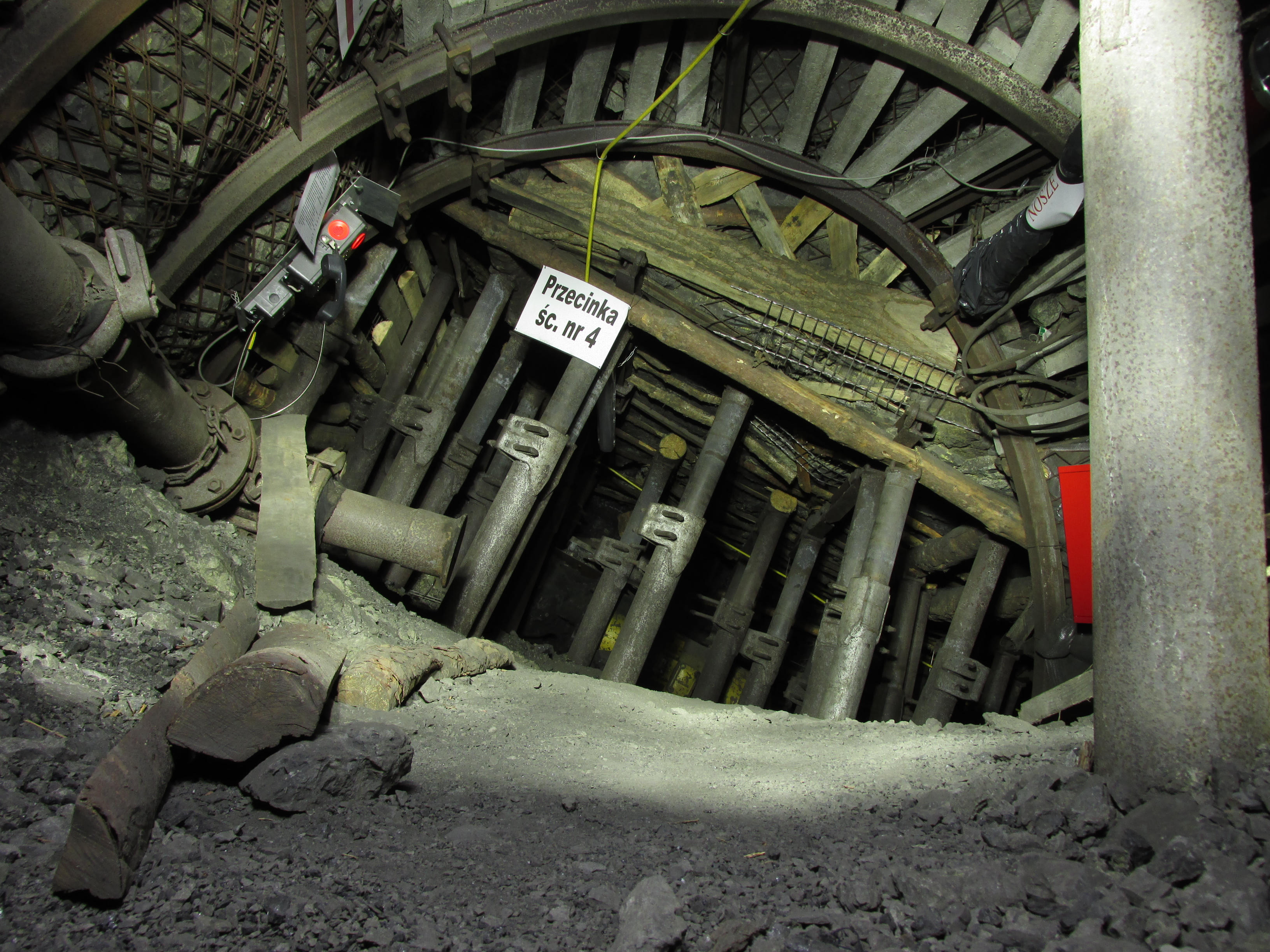
Stěna č. 4 na trase 355 m

Od února 2016 je zpřístupněna nová část v hloubce 355 m. Přístup do této části je z patra 320 m a je to ta část dolu, která fungovala až do roku 1995 v rámci zkušebního dolu M-300 (jak se tehdy důl Guido jmenoval). Pak byly vstupy do této části dolu uzavřeny (zazděny, izolační hráz). Opětovně byla tato důlní díla otevřena v říjnu 2014, v roce 2015 byly provedeny patřičné úpravy (výměna poškozené výztuže, zavedení protipožárního potrubí, telefonů atp.) pro otevření nové prohlídkové trasy. Tato trasa je určena jen pro zdatné návštěvníky a prohlídka je možná dvěma způsoby: buďto jako "šichta", kdy skupinka návštěvníků jde v plné hornické výbavě pod vedením průvodce-horníka provádět práce, které se na dolech opravdu provádějí (oprava dopravníku, montování lutny a protipožárního potrubí), nebo jako "prohlídka potmě", kdy skupinka návštěvníků prochází s průvodcem nerovnou trasou jen s důlními lampami.